# Gonia microcera
Gonia microcera är en tvåvingeart som beskrevs av Victor Ivanovitsch Motschulsky 1859. Gonia microcera ingår i släktet Gonia och familjen parasitflugor. Inga underarter finns listade i Catalogue of Life.